# Fresnoy-Andainville
Fresnoy-Andainville là một xã ở tỉnh Somme, vùng Hauts-de-France, Pháp.

## Địa lý
A small village, Xã này tọa lạc 16 dặm Anh về phía nam của Abbeville và bên đường D92.

## Dân số
| 1962                                                         | 1968 | 1975 | 1982 | 1990 | 1999 |
| ------------------------------------------------------------ | ---- | ---- | ---- | ---- | ---- |
| 121                                                          | 130  | 133  | 101  | 100  | 80   |
| Số liệu điều tra dân số từ năm 1962, dân số không tính trùng |      |      |      |      |      |